# Повітряні Сили Збройних Сил України (монета)
«Пові́тряні Си́ли Збро́йних Сил Украї́ни» — пам'ятна монета номіналом 10 гривень, випущена Національним банком України. Присвячена одному з носіїв бойового потенціалу Збройних Сил України, потужному і технологічному виду Збройних Сил України, який є одним із головних інструментів стримування військової агресії проти України, забезпечення стійкості її системи оборони, гарантування миру і безпеки держави у взаємодії з іншими складовими сил оборони і міжнародними партнерами.
Монету введено в обіг 3 серпня 2020 року. Вона належить до серії Збройні Сили України.

## Опис та характеристики монети
| Номінал грн. | Метал                 | Маса, грам | Діаметр, мм. | Якість виготовлення | Гурт     | Тираж, штук |
| ------------ | --------------------- | ---------- | ------------ | ------------------- | -------- | ----------- |
| 10           | сплав на основі цинку | 12,4       | 30           | анциркулейтед       | рифлений | 1 000 000   |

### Аверс
На аверсі монети розміщено: малий Державний Герб України (ліворуч), напис УКРАЇНА (угорі півколом); рік карбування монети 2020 (праворуч); у центрі — зображення емблеми Повітряних Сил Збройних Сил України, під якою — логотип Банкнотно-монетного двору Національного банку України; номінал 10 ГРИВЕНЬ (унизу).

### Реверс
На реверсі монети на тлі дзеркального абрису літака зображено бойовий літак Повітряних Сил Збройних Сил України та вгорі написи: ПОВІТРЯНІ/СИЛИ (на матовому тлі), ЗБРОЙНИХ/СИЛ/УКРАЇНИ (на тлі абрису літака).

## Автори

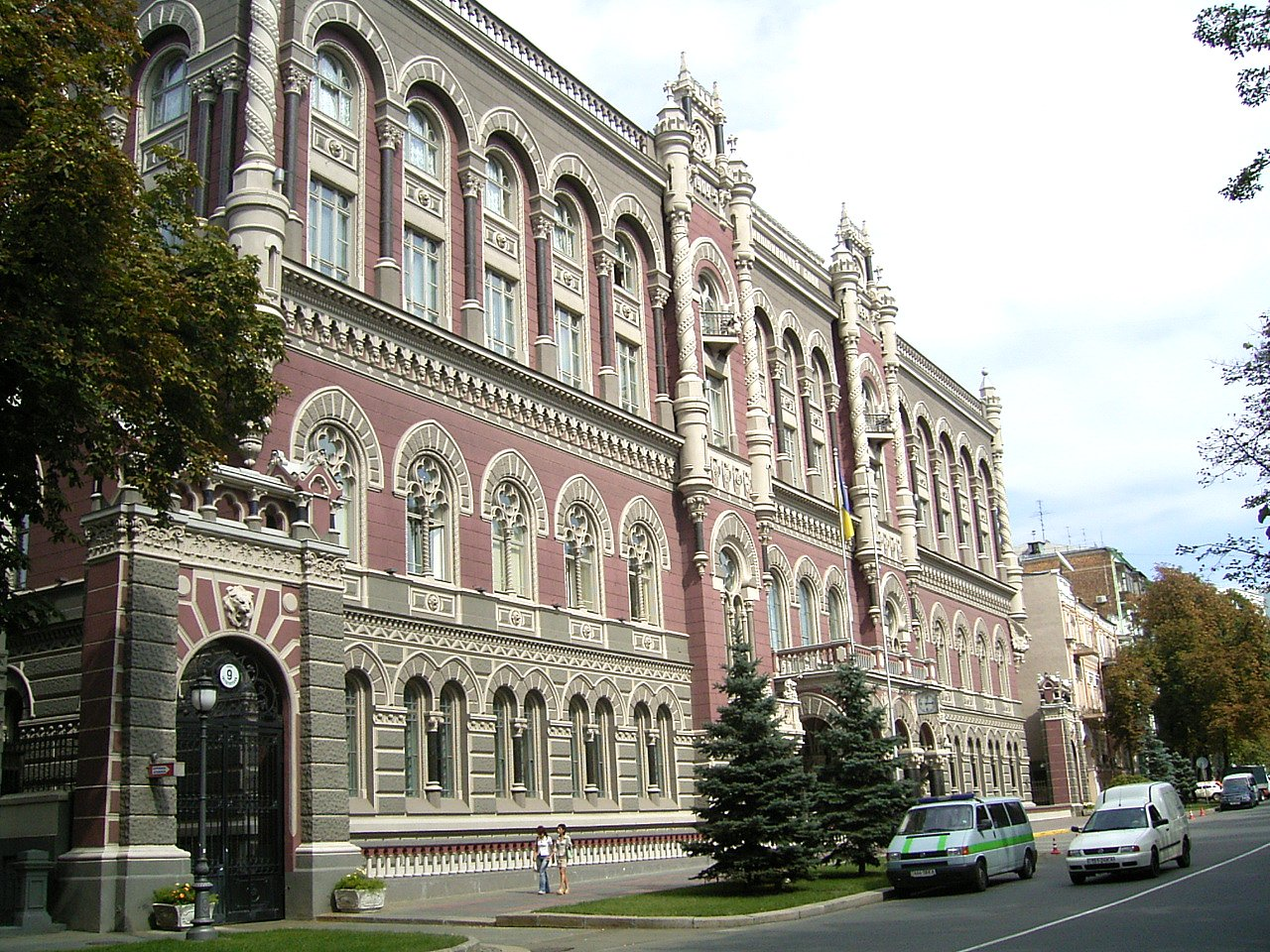
Будівля Національного банку України

- Художники: Володимир Таран, Олександр і Сергій Харуки.
- Скульптор: Святослав Іваненко.

## Вартість монети
Під час введення монети в обіг 2020 року, Національний банк України розповсюджував монету за номінальною вартістю — 10 гривень.
Фактична приблизна вартість монети, з роками змінювалася так:
| Рік       | 2021 | 2022 | 2023 | 2024 | 2025 |
| --------- | ---- | ---- | ---- | ---- | ---- |
| Ціна, грн | 14   | 15   | 23   | 35   | 70   |

Всім, безперешкодно до 31 жовтня 2021 року на офіційних сторінках Інтернет-магазину нумізматичної продукції Національного банку України можна було придбати монету за її номінальною вартістю 10 гривень.